# 청주 운곡서원
청주 운곡서원은 충청북도 청주시 상당구에 있다. 2015년 4월 17일 청주시의 향토유적 제50호로 지정되었다.

## 개요
경주이씨 이청, 이감, 이흘, 이필경을 제향하기 위해 세운 서원이다.